# Leopold Hrazdil
Leopold Hrazdil (* 10. November 1923 in Wien; † 26. Oktober 2003) war ein österreichischer Kommunalpolitiker (SPÖ). Von 1981 bis 1987 war er Bürgermeister der Stadt Villach.

## Biographie
Der gebürtige Wiener Hrazdil promovierte in Rechtswissenschaft und war am Beginn seiner Karriere für die Österreichische Bundesbahnen tätig. 1949 kam er als Vizepräsident der dortigen Bundesbahndirektion nach Villach. Seine Karriere in der Stadtpolitik begann 1970, als er unter Bürgermeister Josef Resch Stadtrat für Kultur- und Sportangelegenheiten wurde. Wenig später übernahm er den Vorsitz der SPÖ-Gemeinderatsfraktion, war Mitglied des Bezirksparteivorstandes und Bezirksausschusses sowie im Landesparteivorstand der SPÖ vertreten. Ab 1981 bekleidete Leopold Hrazdil in Nachfolge von Jakob Mörtl das Amt des Bürgermeisters, welches er bis 1987 innehatte. Sein Nachfolger wurde Helmut Manzenreiter.
Anlässlich seines Ausscheidens aus dem Amt wurde Hrazdil 1987 zum Ehrenbürger der Stadt Villach ernannt und mit der Viktor-Adler-Plakette ausgezeichnet. Außerdem ist eine Straße in Villach nach ihm benannt.
Leopold Hrazdil war ab 1959 Mitglied der Freimaurerloge Paracelsus.